# Eduardo Nogareda
Eduardo Nogareda (Montevideo, 1944) es un comunicador radial, poeta, actor, compositor y cantautor uruguayo.

## Biografía
Estudió literatura en el Instituto de Profesores Artigas y fue docente de esa asignatura.
Vivió un largo exilio en Argentina y en España y retornó al Uruguay en el año 2005.
En 1979 coordinó una edición de la novela "La tregua", de Mario Benedetti (Ediciones Cátedra, Colección Letras Hispánicas, Madrid), para la que redactó un ensayo sobre el autor y notas de pie de página.
En 2007 recibió el Premio Morosoli a la trayectoria periodística y actualmente presenta “El truco de la serpiente” en Emisora del Sur (S.O.D.R.E.).
En 2014, recibió el premio Bartolomé Hidalgo de poesía por su libro "Los Hornos".

### Publicaciones en antologías
- Poesía desde el pueblo, de Ediciones HOAC (Madrid, 1977)
- Cuadernos de poesía nueva, del Taller Prometeo de Poesía Nueva (Madrid, 1983)
- Sesenta y seis poemas, publicación del Premio Ricardo de la Vega 1990 (Getafe, Madrird, 1991)[1]

Ha tenido además diversas colaboraciones en revistas literarias y trabajos compartidos.

## Discografía
- "Los sobrinos de la tía Purita" (Aceituna brava, Madrid, España, 2002)
- "Corsoacontramano" (Perro Andaluz, Montevideo, Uruguay, 2011)[2]